# Josephine Hart
Josephine Hart, Baronesa Saatchi (Mullingar, 1 de marzo de 1942 – 2 de junio de 2011), fue una escritora, productora teatral y presentadora de televisión irlandesa. Lady Saatchi escribió la novela Damage, que fue la base del guion de la película del mismo título dirigida por Louis Malle y protagonizada por Jeremy Irons, Juliette Binoche y Rupert Graves.

## Biografía
Hart fue al colegio de religiosas en Carrickmacross, donde fue animada por las monjas a recitar versos en festivales de Irlandas. En 1964, se trasladaría a Londres. 
Como directora de Haymarket Publishing, Hart fue fundadora de la Gallery Poets and West End Poetry Hour. A su vez, produjo diferentes obras en el West End, entre ellas la adaptación al inglés de La casa de Bernarda Alba de Federico García Lorca.
En televisión, presentó la serie de Thames TV Books by My Bedside. 

## Vida personal
Hart se casó con Maurice Saatchi, magnate de la publicidad y exasesor político con quien tuvo un hijo, Edward Saatchi. A Maurice se le otorgó un título nobiliario y se convirtió en Barón Saatchi y, como resultado, tenía derecho al título The Lady Saatchi. También tuvo un hijo Adam Buckley de un matrimonio anterior.

## Obras
- Damage, Vintage Books, 1991
- Sin, Vintage Books, 1992
- Oblivion, Vintage Books, 1995
- The Stillest Day, Chatto & Windus, 1998
- The Reconstructionist, Chatto & Windus, 2001
- Catching Life by the Throat: Poems from Eight Great Poets, W. W. Norton, 2008
- The Truth About Love, Virago, 2009